# Bloodshy & Avant
Bloodshy & Avant sono un duo musicale svedese composto da Christian Karlsson (Bloodshy) e Pontus Winnberg (Avant). I due artisti sono attivi come produttori discografici, DJ e autori.

## Carriera
I due componenti del progetto Bloodshy & Avant sono anche membri del gruppo musicale synthpop Miike Snow.
Nel corso della loro carriera Bloodshy & Avant hanno collaborato con Britney Spears, Kylie Minogue, Ms. Dynamite, Madonna, Jennifer Lopez, Katy Perry, Kelis, Girls' Generation, Christina Milian, Utada, Sky Ferreira, BoA e non solo.

## Studio Robotberget
Bloodshy & Avant possiedono uno studio di registrazione realizzato in una vecchissima stazione di vigili del fuoco nel quartiere Södermalm di Stoccolma.

### Strumentazione Studio Gear & Recording
- Roland System
- Korg MS-20
- Korg VC-10 Vocoder
- Yamaha CP80
- Ondes Martenot
- Theremin by Leon Theremin
- Viggen Debutant
- Wurlitzer
- August Hoffman Piano
- RCA BA25
- Gates Sta-Level
- Chandler LTD1, LTD2, TG1, TG2
- SSL Bus Compressor
- API 1608
- LM Ericsson Preamps
- EMT 240
- AKG BX20
- Roland Space Echo
- AKG C12
- AKG C24
- Neumann M 49
- Neumann SM2
- Coles 4038